# Ancyluris mora
Ancyluris mora är en fjärilsart som beskrevs av Dyar 1914. Ancyluris mora ingår i släktet Ancyluris och familjen Riodinidae. Inga underarter finns listade i Catalogue of Life.